# IPadOS 16
iPadOS 16 — основной выпуск операционной системы iPadOS, разработанный Apple для линейки планшетных компьютеров iPad. Преемник iPadOS 15, о нем было объявлено на Всемирной конференции разработчиков (WWDC) 6 июня 2022 года вместе с iOS 16, macOS Ventura, watchOS 9 и tvOS 16. Он был опубликован в открытом доступе 24 октября 2022 года.
Первая общедоступная бета-версия iPadOS 16 для разработчиков была выпущена 6 июня 2022 года, как и ожидалось, публичная версия iPadOS 16 вышла как iPadOS 16.1 24 октября 2022 года, вместе с выпуском iOS 16.1. Преёмником iPadOS 16 стала iPadOS 17, которая вышла 5 июня 2023 года.

## Функции

### Погода
Была добавлена версия приложения "Погода" для iPad.

### Экран блокировки
Экран блокировки имеет новый шрифт и отображает дату над временем, чтобы соответствовать стилю iOS 16, но он лишён новых функций кастомизации.

### Stage Manager
На iPad с чипами Apple A12X Bionic, A12Z Bionic, M1 и M2 присутствует функция Stage Manager (внутреннее кодовое название Chamois, в финальной версии ОС была переведена на русский язык как "Постановщик"), задействуя файл подкачки, позволяет отображать вплоть до 4 приложений в настраиваемых окнах и позволяет переключаться между разными сценами с разными наборами приложений. Кроме того, iPad с чипом M1 или M2 при подключении мыши и клавиатуры теперь имеют полную поддержку внешнего монитора с помощью функции Stage Manager, вместо зеркалирования экрана.

### Display Zoom
На iPad с чипом M1 и новее, а также 11-дюймовых iPad Pro с чипами Apple A12X Bionic и A12Z Bionic появилась возможность изменять размер текста, чтобы на экране помещалось куда больше пространства.

### Passkeys
Теперь на iPad стало возможно входить на веб-сайты, используя только код пользователя или биометрические данные.

### Reference Mode
12,9-дюймовые iPad Pro (5-го и 6-го поколений) с дисплеями Liquid Retina XDR стало возможно использовать в режиме "Reference Mode" для работы с цветокоррекцией. Также данный режим распространяется и на Sidecar при подключении iPad к Mac на чипе Apple silicon.

## Поддерживаемые устройства
iPadOS 16 поддерживается на iPad, выпущенных с чипом Apple A9 или новее, что прекращает поддержку устройств с чипом A8/A8X, то есть iPad Air 2 и iPad mini 4.
- iPad Air (3-го поколения)
- iPad Air (4-го поколения)
- iPad Air (5-го поколения)
- iPad (5-го поколения)
- iPad (6-го поколения)
- iPad (7-го поколения)
- iPad (8-го поколения)
- iPad (9-го поколения)
- iPad (10-го поколения)
- iPad Mini (5-го поколения)
- iPad Mini (6-го поколения)
- iPad Pro (1-го поколения)
- iPad Pro (2-го поколения)
- iPad Pro (3-го поколения)
- iPad Pro (4-го поколения)
- iPad Pro (5-го поколения)
- iPad Pro (6-го поколения)

## История версий
|  | Предыдущий выпуск |  | Последний выпуск |  | Последняя версия для разработчиков |

| Версия             | Номер сборки | Дата выхода      | Примечания к выпуску                           |
| ------------------ | ------------ | ---------------- | ---------------------------------------------- |
| 16.0 Beta 1        | 20A5283p     | 6 июня 2022      | iOS & iPadOS 16 Beta 1 Release Notes           |
| 16.0 Beta 2        | 20A5303i     | 22 июня 2022     | iOS & iPadOS 16 Beta 2 Release Notes           |
| 16.0 Beta 3        | 20A5312g     | 6 июля 2022      | iOS & iPadOS 16 Beta 3 Release Notes           |
| 16.0 Beta 3 Update | 20A5312j     | 11 июля 2022     | iOS & iPadOS 16 Beta 3 Update Release Notes    |
| 16.0 Beta 4        | 20A5328h     | 27 июля 2022     | iOS & iPadOS 16 Beta 4 Release Notes           |
| 16.0 Beta 5        | 20A5339d     | 8 августа 2022   | iOS & iPadOS 16 Beta 5 Release Notes           |
| 16.0 Beta 6        | 20A5349b     | 15 августа 2022  | iOS & iPadOS 16 Beta 6 Release Notes           |
| 16.0 Beta 7        | 20B5027f     | 23 августа 2022  | iOS & iPadOS 16 Beta 7 Release Notes           |
| 16.1               | 20B5027f     | 24 октября 2022  | News and Updates iPadOS 16.1 (20B82)           |
| 16.1.1             | 20B101       | 9 ноября 2022    | News and Updates iPadOS 16.1.1 (20B101)        |
| 16.2               | 20C65        | 13 декабря 2022  | News and Updates iPadOS 16.2 (20C65)           |
| 16.3               | 20D47        | 23 января 2023   | News and Updates iPadOS 16.3 (20D47)           |
| 16.3.1             | 20D67        | 13 февраля 2023  | News and Updates iPadOS 16.3.1 (20D67)         |
| 16.4               | 20E246       | 27 марта 2023    | News and Updates iPadOS 16.4 (20E246)          |
| 16.4.1             | 20E252       | 7 апреля 2023    | News and Updates iPadOS 16.4.1 (20E252)        |
| 16.5               | 20F66        | 18 мая 2023      | News and Updates iPadOS 16.5 (20F66)           |
| 16.6 Beta 2        | 20G5037d     | 31 мая 2023      | News and Updates iPadOS 16.6 beta 2 (20G5037d) |
| 16.5.1             | 20F75        | 21 июня 2023     | News and Updates iPadOS 16.5.1 (20F75)         |
| 16.6               | 20G75        | 24 июля 2023     | News and Updates iPadOS 16.6 (20G75)           |
| 16.6.1             | 20G81        | 7 сентября 2023  | News and Updates iPadOS 16.6.1 (20G81)         |
| 16.7               | 20H19        | 21 сентября 2023 | News and Updates iPadOS 16.7 (20H19)           |
| 16.7.1             | 20H30        | 10 октября 2023  | News and Updates iPadOS 16.7.1 (20H30)         |
| 16.7.2             | 20H115       | 25 октября 2023  | News and Updates iPadOS 16.7.2 (20H115)        |
| 16.7.3             | 20H232       | 11 декабря 2023  | News and Updates iPadOS 16.7.3 (20H232)        |
| 16.7.4             | 20H240       | 19 декабря 2023  | News and Updates iPadOS 16.7.4 (20H240)        |
| 16.7.5             | 20H307       | 22 января 2024   | News and Updates iPadOS 16.7.5 (20H307)        |
| 16.7.6             | 20H320       | 5 марта 2024     | News and Updates iPadOS 16.7.6 (20H320)        |
| 16.7.7             | 20H330       | 21 марта 2024    | News and Updates iPadOS 16.7.7 (20H330)        |
| 16.7.8             | 20H343       | 13 мая 2024      | News and Updates iPadOS 16.7.8 (20H343)        |
| 16.7.9             | 20H348       | 29 июля 2024     | News and Updates iPadOS 16.7.9 (20H348)        |
| 16.7.10            | 20H350       | 7 августа 2024   | News and Updates iPadOS 16.7.10 (20H350)       |
| 16.7.11            | 20H360       | 31 марта 2025    | News and Updates iPadOS 16.7.11 (20H360)       |